# PGC 22561
LEDA/PGC 22561 ist eine Spiralgalaxie vom Hubble-Typ Scd im Sternbild Giraffe am Nordsternhimmel. Sie ist schätzungsweise 75 Millionen Lichtjahre von der Milchstraße entfernt und hat einen Durchmesser von etwa 30.000 Lichtjahren. Gemeinsam mit NGC 2460, IC 2209, PGC 22508 und PGC 22524 bildet sie die kleine NGC 2460-Gruppe.